# WME Awards para Melhor Música
WME Awards para Melhor Música era um prêmio dado anualmente no WME Awards, uma cerimônia estabelecida em 2017, que visa valorizar o trabalho de mulheres na música. A categoria foi dissolvida após a ramificação do prêmio de Melhor Música em 2019, sendo dividida em Melhor Música Alternativa e Popular (atual Melhor Música Mainstream).

## Vencedoras e indicadas
| Ano  | Vencedor(a)          | Indicados | Ref.  |
| ---- | -------------------- | --- | ----- |

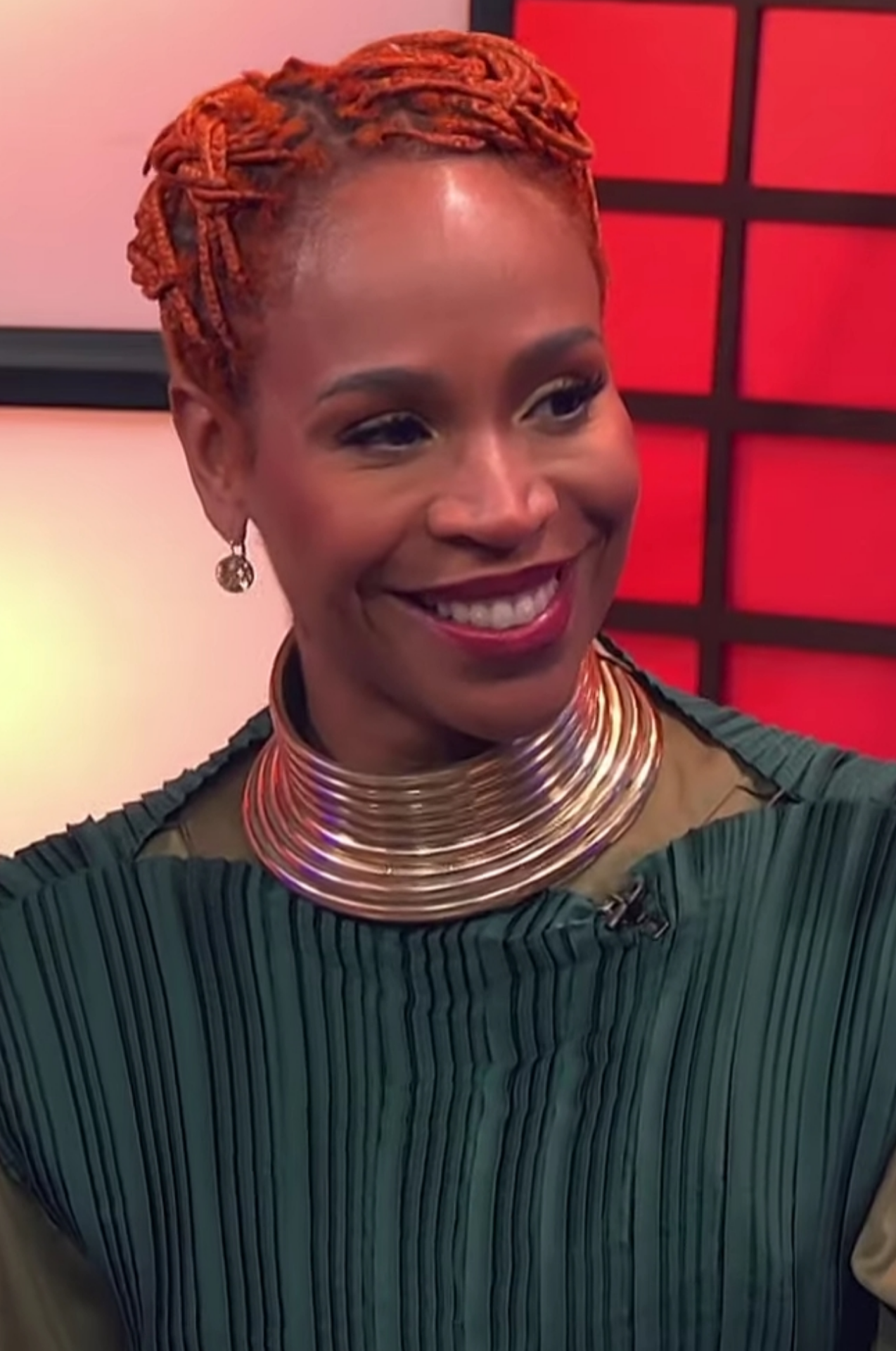
Vencedora inaugural, Karol Conká

| 2017 | "Lalá" — Karol Conká | - "Fica" — Anavitória feat. Matheus & Kauan - "Loka" — Simone & Simaria feat. Anitta - "Paradinha" — Anitta - "Você Não Presta" — Mallu Magalhães | [ 2 ] |
| 2018 | "Pesadão" — Iza      | - "Amuleto" — Tiê - "Nas Escola" — Elza Soares - "Paga de Feliz" — Simone & Simaria - "Vai Malandra" — Anitta                                     | [ 3 ] |

## Estatísticas

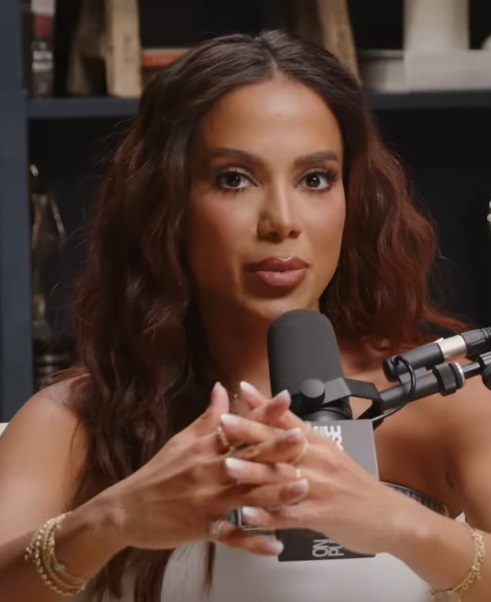
Anitta, mais indicada.

| Mais premiadas - Iza — 1 - Karol Conká — 1 | Mais indicadas - Anitta — 3 - Simone & Simaria — 2 |